# Lachlan Macquarie
Generaal-majoor Lachlan Macquarie (31 januari 1762, Ulva - 1 juli 1824, Londen) was een officier van het Britse leger en koloniaal bestuurder uit Schotland. Hij nam deel aan de Amerikaanse Onafhankelijkheidsoorlog en aan veldslagen tegen het Franse leger van Napoleon Bonaparte. Hij was in 1796 betrokken bij de verovering door Engeland van Ceylon, nu Sri Lanka op  Nederland en de Vereenigde Oostindische Compagnie (VOC). Hij overzag de overhandiging van Fort Galle door de laatste Nederlandse commandeur Diederich Thomas Fretz aan de Engelsen troepen op 23 februari 1796. Macquarie was de vijfde en laatste autocratische gouverneur van New South Wales in Australië van 1810 tot 1821. Hij had een leidende rol in de sociale en economische ontwikkeling van de kolonie en daarmee in de vorming van de Australische samenleving aan het begin van de negentiende eeuw.
- Australian Dictionary of Biography: macquarie-lachlan-2419
- Gemeinsame Normdatei: 119062445
- International Standard Name Identifier: 0000 0000 6319 7139
- Library of Congress Control Number: n50043600
- Nationale bibliotheek van Australië: 35686253
- Nationale Bibliotheek van Israël: 987007274704205171
- Nederlandse Thesaurus van Auteursnamen: 331896885
- SNAC: w6542nc9
- Museum of New Zealand Te Papa Tongarewa: 69896
- Trove: 555494
- Virtual International Authority File: 64809250
- WorldCat: E39PBJyrV3R7mR4THRhxx7xxDq